# 악당

카툰 속 악당의 예

악당(惡黨) 또는 빌런(villain)은 영화, 드라마, 무대 연극, 소설 등에 등장하는 나쁜 역할이다. 역사적 이야기나 문학 픽션에 기반한 정형적 인물이다. 악역과는 차이가 있다. 랜덤 하우스 언어브리지드 사전은 "희곡, 소설 등에서 사악함 또는 범죄에 관여하는, 교활하게 악의적인 인물"로 정의하고 있다. 반의어는 영웅이다.
악당의 구조적 목적은 영웅 캐릭터의 반대 역할을 하며 줄거리를 이끌어가는 것이다. 용기와 정의를 추구하는 영웅과는 반대로, 악당은 이기심, 악의, 오만, 교활함을 나타낸다.

## 같이 보기
- 슈퍼히어로
- 영웅
  - 반영웅
- 반동인물
- 대적
- 범죄
- 적 (관계)
- 네메시스
- 슈퍼빌런
- 참주